# Тлалокіт
Тлалокіт — рідкісний і складний мінерал, телурат із формулою Cu10Zn6(TeO4)2(TeO3)(OH)25Cl·27H2O. Він має твердість 1 і блакитний колір. Мінерал названий на честь Тлалока, ацтекського бога дощу, з огляду на велику кількість води, що міститься в кристалічній структурі.
Тлалокіт не слід плутати з кетцалькоатлітом, який часто виглядає схоже за кольором і габітусом.

## Виникнення
Тлалокіт вперше був виявлений у копальні «Бамболліта» (ісп. Mina la Bambollita), Моктесума, муніципалітет Моктесума, Сонора, Мексика, і був схвалений IMA в 1974 році. Часто зустрічається разом з теноритом, азуритом, малахітом і тлапалітом. Знаходиться в частково окислених частинах гідротермальних жил, що містять телур.